# 1585 Union
1585 Union је астероид главног астероидног појаса са пречником од приближно 50,42 .
Афел астероида је на удаљености од 3,833 астрономских јединица (АЈ) од Сунца, а перихел на 2,028 АЈ.
Ексцентрицитет орбите износи 0,307, инклинација (нагиб) орбите у односу на раван еклиптике 26,170 степени, а орбитални период износи 1833,050 дана (5,018 година).
Апсолутна магнитуда астероида је 10,66 а геометријски албедо 0,037.
Астероид је откривен 7. септембра 1947. године.